# Куангчи
Куангчи́ (вьет. Quảng Trị) — город и порт в центральной части Вьетнама в провинции Куангчи. Население на 2019 год — 23 356 человек.
В 1950—1970-х годах городок находился на территории Южного Вьетнама и был центром провинции. Получил большую известность во время Вьетнамской войны, когда трижды становился ареной боевых действий. В январе 1968 года (Тетское наступление) войска коммунистов впервые попытались штурмовать городок, но потерпели неудачу. В период Пасхального наступления им удалось занять Куангчи 1 мая 1972 года и удерживать до 16 сентября, когда южновьетнамская армия освободила городок, подвергшийся в ходе боёв тяжёлым разрушениям. Окончательно городок был занят северовьетнамской армией 19 марта 1975 года в разгар Весеннего наступления.
Достопримечательностью города является цитадель, построенная в начале XIX века и серьёзно пострадавшая во время боевых действий 1972 года.